# وزارة العدل (السودان)
تم إنشاء وزارة العدل السودانية في عام 1956 من قبل محمد أبو رنات وأحمد متولي العتباني. وفي عام 1983، تم تحديد مسؤوليات الوزارة بوضوح لتشمل تمثيل الدولة في الشؤون القانونية، ومراجعة وإصلاح القوانين التي تعزز العدالة، وغيرها من الوظائف.

## قائمة الوزراء
- علي عبد الرحمن (1954-1955).[2][3]
- زيادة عثمان أرباب (1956-1964).[4][5]
- رشيد الطاهر (1964-1965).[6][7]
- مأمون سنادا (1966-1968).[8]
- رشيد الطاهر (1968-1969).[9]
- أمين الطاهر الشبلي (1969-1971).[10]
- أحمد سليمان (1971-1973).[11]
- حسن الترابي (1988-1989).[12]
- حسن إسماعيل البيلي (1989-1990).[13]
- أحمد محمود حسن (1991-1992).[14][15]
- عبد الله إدريس (1992-1993).[16]
- عبد العزيز شدو (1993-1996).[17]
- عبد الباسط سبدرات (1996-1997).
- علي محمد عثمان ياسين (1998-2005).[18]
- محمد علي المرضي (2006-2007).[19][20]
- عبد الباسط سبدرات (2007-2010).
- محمد بشارة دوسة (2010-2017).[21]
- إدريس إبراهيم جميل (2017-2019).[22]
- نصر الدين عبد الباري (2019 إلى الوقت الحاضر).